# Dominic Cifarelli
Dominic Cifarelli är en musiker från Montréal. Han första stora framgång var med det kanadensiska metalbandet Pulse Ultra år 2002. Framgången gjorde att bandet fick uppträda som förband, på Ozzfest 2002, åt bland annat System of a Down, Taproot och American Head Charge. Dominic hamnade även på framsidan på tidningen Guitar One i november samma år. Dominic spelar under några år basgitarr i Scars on Broadway.